# Ballistic Missile Defense Organization

Imagem

A Ballistic Missile Defense Organization (BMDO) era uma antiga organização dos Estados Unidos que anteriormente se chamava Strategic Defense Initiative Organization (SDIO) e que foi alterada durante o governo do presidente estadunidense Bill Clinton em 1993.
Esta mudança ocorreu a fim da acompanhar a mudança de foco da antiga organização que estava voltada para a defesa global, sendo agora uma organização voltada a defesa dos Estados Unidos.
A BMDO tornou-se mais conhecida do público dos Estados Unidos quando lançou a sonda Clementine ao espaço, em colaboração com a NASA.